# Maison de Clugny
Pour les articles homonymes, voir Clugny.
La maison de Clugny est une famille noble originaire d'Autun, en Saône-et-Loire. La tour Marchaux, qui date du XVe siècle, est à Autun le seul vestige d'un hôtel particulier ayant appartenu aux Clugny. Sont issus de cette famille, des ecclésiastiques, dont trois évêques ainsi que quelques dignitaires de l'entourage des ducs de Bourgogne.
Parmi les membres éminents de cette famille figurant dans la généalogie ci-dessous, citons :
- Ferry (~1430-1483), évêque de Tournai et cardinal, auteur d'un pontifical (livre liturgique).
- Guillaume de Clugny († 1481), évêque d'Évreux puis de Poitiers.
- Guillaume de Clugny, baron de Conforgien (v.1540-v.1620), général calviniste au service de la République de Genève.
- François de Clugny[2] (1637-1694), théologien et auteur d'ouvrages de piété sur la vie des pécheurs.
- François de Clugny (1728-1814/15), évêque de Riez
- Jean Étienne Bernard de Clugny de Nuits (1729-1776), contrôleur général des finances.
- Marc Antoine Nicolas Gabriel de Clugny, gouverneur de la Guadeloupe à la veille de la Révolution.

## Armes
Le blason est orné ainsi:
- Cimier : un casque de face, d'où sort une tête de daim à deux cornes herminées, portant sur le toupet une pomme ronde sur laquelle est un lion assis.
- Support : deux daims à têtes contournées, aux ramures herminées.

## Généalogie
```
Guillaume
 (-
1346
)
│
├─> 
Hugues

│    │
│    └─> 
Guillaume

│         │ 
│         └─> 
Jacques

│              │ 
│              └─> 
Paul

│
└─> 
Jean
 (-
1412
), Garde-scel et conseiller du duc de Bourgogne (
1400
)
    X (
1382
) 
Guyotte de Bèze

    │
    ├─> 
Guillaume
 (-
1432
), Baron de Conforgien
    │    X 
Guillemette Le Boiteux

    │    │
    │    ├─> 
Henri
         
    │    │
    │    ├─> 
Henri
 (-
1452
), Seigneur de Conforgien et 
Joursenvault

    │    │    X 
Pernette Coullot

    │    │    │
    │    │    ├─> 
Hugues
 (-
1492
), Seigneur de Conforgien, Joursenvault et des Fours
    │    │    │    X 
Louise de Sainte-Croix

    │    │    │     │
    │    │    │     ├─> 
Claude
, Seigneur du Brouillard, Joursenvault, 
Villargeault

    │    │    │     │    X (1) 
Georgette de Fressan

    │    │    │     │    X (2) (
1480
) 
Guigonne de Brazey

    │    │    │     │    │
    │    │    │     │    ├1> 
Jean
 (-
1562
), Seigneur de Brouillard et Joursenvault
    │    │    │     │    │    X 
Y de Rouvray

    │    │    │     │    │    │
    │    │    │     │    │    ├─> 
François
, Seigneur de Joursenvault
    │    │    │     │    │    │
    │    │    │     │    │    └─> 
Charlotte

    │    │    │     │    │         X 
Jean de Salins

    │    │    │     │    │
    │    │    │     │    └2> 
Guy
 (-
1571
), Baron de Conforgiens et de Beaumont
    │    │    │     │         X 
Gabrielle de Bauves

    │    │    │     │         │
    │    │    │     │         └─> Guillaume, (~
1540
-
1620
), Baron de Conforgien
    │    │    │     │              X (1) 
Charlotte de Saint-Belin
 
    │    │    │     │              X (2) 
Louise de Anlezy
 (-
1586
)
    │    │    │     │              │
    │    │    │     │              ├1> 
Marie

    │    │    │     │              │     X (
1621
) 
Jehan du Refuge
 
→ dont postérité

    │    │    │     │              │
    │    │    │     │              ├1> 
David
, Seigneur des Fours
    │    │    │     │              │
    │    │    │     │              ├2> 
Anne
 (
1575
-
1587
)
    │    │    │     │              │
    │    │    │     │              ├2> 
Suzanne
 (
1573
)
    │    │    │     │              │
    │    │    │     │              ├2> 
Paul
 (
1576
)
    │    │    │     │              │
    │    │    │     │              ├2> 
Bénigne
 (
1578
)
    │    │    │     │              │   
    │    │    │     │              ├2> 
Optor
 (
1582
)
    │    │    │     │              │
    │    │    │     │              └2> 
N
 (
1586
-
1586
)
    │    │    │     │ 
    │    │    │     └─> 
Louis
, Baron de Conforgien
    │    │    │          X 
Jacqueline de Drée

    │    │    │          │
    │    │    │          ├─> 
Guy
 (
1618
-
1663
]), Seigneur de Conforgien et Travoisy
    │    │    │          │    X 
Anne de Conseil

    │    │    │          │    │
    │    │    │          │    ├─> 
Antoine
 (
1636
-
1694
)
    │    │    │          │    │    X 
Charlotte Marie d'Édouard

    │    │    │          │    │    │
    │    │    │          │    │    └─> 
François
 (
1664
-)
    │    │    │          │    │         X 
Marie Anne Louise de Popillon du Ryau

    │    │    │          │    │         │
    │    │    │          │    │         └─> 
Charles Antoine
 (
1700
), Marquis de Clugny, Seigneur de 
Thenissey
, de 
Darcey
, de l'Épervière
    │    │    │          │    │              X (
1722
) 
Marie de Choiseul
 (
1705
-
1773
)
    │    │    │          │    │              │
    │    │    │          │    │              ├─> 
François Victor
 (-
1782
), Marquis de Clugny, Seigneur de l'Épervière
    │    │    │          │    │              │    X (
1752
) 
Claude Jacques Claudine de Choiseul-Bussières
 (
1731
-
1773
)
    │    │    │          │    │              │    │
    │    │    │          │    │              │    ├─> 
Charles
 (
1755
-
1829
)
    │    │    │          │    │              │    │    X 
Joséphine Constance de Hamel Bellenglise

    │    │    │          │    │              │    │    │
    │    │    │          │    │              │    │    ├─> 
Marie Anne Charlotte Constance
 (
1789
-)
    │    │    │          │    │              │    │    │    X (
1805
) 
Jean-Baptiste Félicité de Coëtlogon
 (
1775
-) → 
dont postérité

    │    │    │          │    │              │    │    │
    │    │    │          │    │              │    │    ├─> 
Charles
 (
1801
-)
    │    │    │          │    │              │    │    │
    │    │    │          │    │              │    │    └─> 
Marie Christiane Caroline Constance

    │    │    │          │    │              │    │    
    │    │    │          │    │              │    └─> 
Marie Josèphe Étiennette
 (-
1782
)
    │    │    │          │    │              │         X (
1773
) 
Jean Honoré de Piolenc
 (
1742
-
1800
) → 
dont postérité

    │    │    │          │    │              │
    │    │    │          │    │              ├─> 
N
 (
1722
-
1755
)
    │    │    │          │    │              │
    │    │    │          │    │              ├─> 
Charles
 (
1723
-)
    │    │    │          │    │              │
    │    │    │          │    │              ├─> 
Marie Charlotte
 (-
1782
)
    │    │    │          │    │              │
    │    │    │          │    │              ├─> 
Marie Anne Françoise

    │    │    │          │    │              │
    │    │    │          │    │              ├─> 
Marie Anne

    │    │    │          │    │              │
    │    │    │          │    │              ├─> 
Charles François de Clugny de Thenissey

    │    │    │          │    │              │
    │    │    │          │    │              ├─> 
Charles

    │    │    │          │    │              │
    │    │    │          │    │              └─> 
François de Clugny
 
(1728-1814/15), 
évêque de Riez
 
    │    │    │          │    │                                  
    │    │    │          │    └─> 
François
 (
1637
-
1694
)
    │    │    │          │
    │    │    │          ├─> X, Seigneur d'
Aisy
, 
Grignon
 et 
Darcey

    │    │    │          │
    │    │    │          └─> X, Seigneur de Montachon, 
Blaisy
, 
Coulombié
, 
Thenissey

    │    │    │ 
    │    │    ├─> 
Jean
, Seigneur de 
Monthelon
 
                   X Huguette Porteret
```

```
    │    │    │
    │    │    ├─> 
Guillaume
 († 1481), 
évêque d'Évreux
 puis de 
Poitiers

    │    │    │
    │    │    ├─> 
Eglantine

    │    │    │    X (
1462
) 
X de La Baume

    │    │    │
    │    │    └─> 
Ferry
 (~
1430
-
1483
), 
évêque de Tournai
, 
cardinal

    │    │
    │    └─> 
Geoffroy
, Maître d'hôtel de 
Philippe de Hochberg
, comte de 
Neuchâtel

    │
    ├─> 
Geoffroy

    │ 
    ├─> 
Jean
, chanoine d'
Autun

    │
    ├─> 
Alix

    │
    └─> 
Jean

         X 
Philippée de La Boutière
 (-
1450
)
         │
         ├─> 
Y

         │    X (
1470
) 
Philibert d'Époisses

         │
         └─> 
Pierre
 (-
1488
)
              X 
Marguerite Obé

              │
              ├─> 
Bartholomée

              │    X (
1510
) 
Adrien de Montagu
 
              │
              └─> 
Jean

                   X 
Françoise Piget

                   │
                   └─> 
Pierre

                       X (
1558
) 
Denise Filzjean

                       │
                       └─> 
Georges
, Seigneur d'Étaules
                            X 
Jeanne Marthenot

                            │
                            ├─> 
Pierre

                            │    X (
1603
) 
Madeleine Canelle de Bernoul

                            │    │
                            │    ├─> 
Georges

                            │    │    X 
Madeleine Lefoul de Vassy

                            │    │    │
                            │    │    └─> 
Jacques

                            │    │         X 
Jeanne Filzjean de Marlien

                            │    │         │
                            │    │         ├─> 
Pierrette
 (-
1687
) 
                            │    │         │             
                            │    │         ├─> 
Hiérosme

                            │    │         │
                            │    │         └─> 
Étienne
 (
1663
-
1741
), Baron de 
Nuits

                            │    │              X (
1688
) 
Catherine Lefoul de Prasley
, Dame de Prasley
                            │    │              │
                            │    │              ├─> 
Jeanne
 (-
1687
) 
                            │    │              │             
                            │    │              ├─> 
Jean Claude

                            │    │              │
                            │    │              ├─> 
Marc Antoine
 (
1689
-
1750
)                         
                            │    │              │
                            │    │              └─> 
Étienne
 (
1691
-
1746
), Baron de 
Nuits

                            │    │                   X (
1724
) 
Claire Aude Gilbert de Voisins

                            │    │                   │  
                            │    │                   ├─> 
Claire Christine Pierrette
 (-
1762
)
                            │    │                   │
                            │    │                   ├─> 
Jean Étienne Bernard
 (
1729
-
1776
)                       
                            │    │                   │    X (
1753
) 
Charlotte Thérèse de Tardieu de Maleissye

                            │    │                   │    │
                            │    │                   │    ├─> 
Anne Marie

                            │    │                   │    │    X (
1775
) 
Jacques d'Ennery

                            │    │                   │    │
                            │    │                   │    ├─> 
Claire Charlotte Étiennette
 (
1754
)
                            │    │                   │    │    X (
1775
) 
Pierre Alexandre Gilbert de Voisins

                            │    │                   │    │
                            │    │                   │    ├─> 
Antoine Charles Étienne Bernard
 (
1759
-
1802
)
                            │    │                   │    │    X (1) 
Mathéa Apolline Jably

                            │    │                   │    │    X (2) (
1796
) 
Marie de Rabié

                            │    │                   │    │    │
                            │    │                   │    │    └1> 
Marie
 (
1778
)
                            │    │                   │    │         X 
Jean Baptiste de Nard

                            │    │                   │    │         │
                            │    │                   │    │         └─> 
dont postérité (Marquis de Clugny)

                            │    │                   │    │ 
                            │    │                   │    └─> 
Charles Jean Étienne

                            │    │                   │
                            │    │                   └─> 
Marc Antoine Nicolas Gabriel de Clugny
 (
1741-1792
)
                            │    │                        X (
1764
) 
Anne Renée Desvergers de Maupertuis

                            │    │
                            │    └─> 
Jacques
, 
jésuite

                            │
                            ├─> 
Georges

                            │
                            ├─> 
Anne

                            │
                            ├─> 
Denise
 (
1581
)
                            │
                            ├─> 
Jacques
 (~
1583
-
1648
)
                            │
                            ├─> 
Jacques
 (
1585
-
1648
), Seigneur d'Étaules Préjouan
                            │
                            └─> 
Claude
 (
1595
)
```

## Autres représentants
- Antoine de Clugny, prieur en 1463, qui fonda la chapelle Saint-Jean et Sainte-Madeleine du prieuré Saint-Georges de Couches.
- Jacques de Clugny[3] (1635-1684), lieutenant civil d'Avallon, qui, le premier, fit une description des grottes d'Arcy.
- Charles Alexandre, marquis de Clugny de Thenissey, chevalier de Malte en 1739.

## Hameaux et lieux-dits cités
- Le château de Conforgien est situé sur la commune de Saint-Martin-de-la-Mer.
- Rouvray est un hameau de Jours-en-Vaux.
- Le Brouillard est un hameau de Vic-sous-Thil.
- Travoisy est un hameau de la commune de Ruffey-lès-Beaune.
- Montachon est un lieu-dit de la commune de Saint-Didier.